# ワンタン

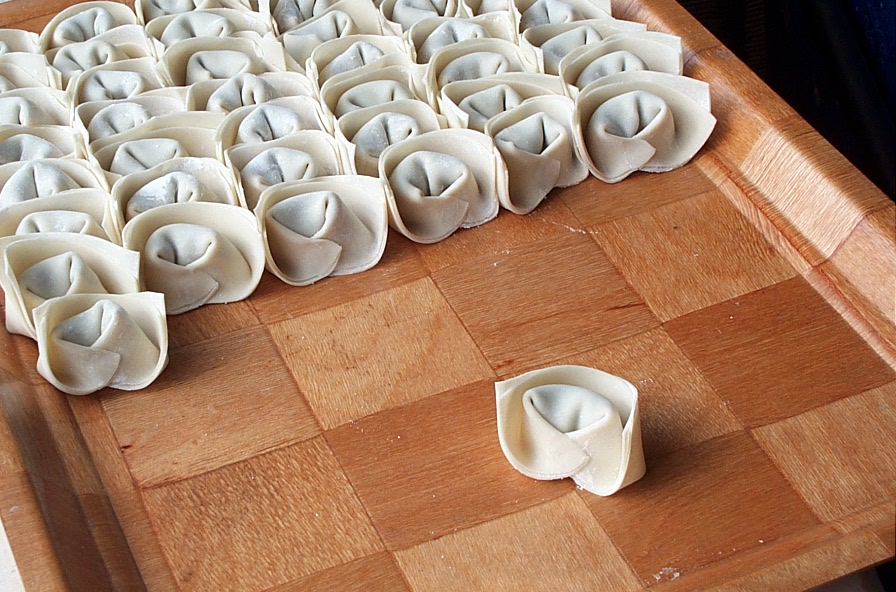
江南の茹でる前のワンタン

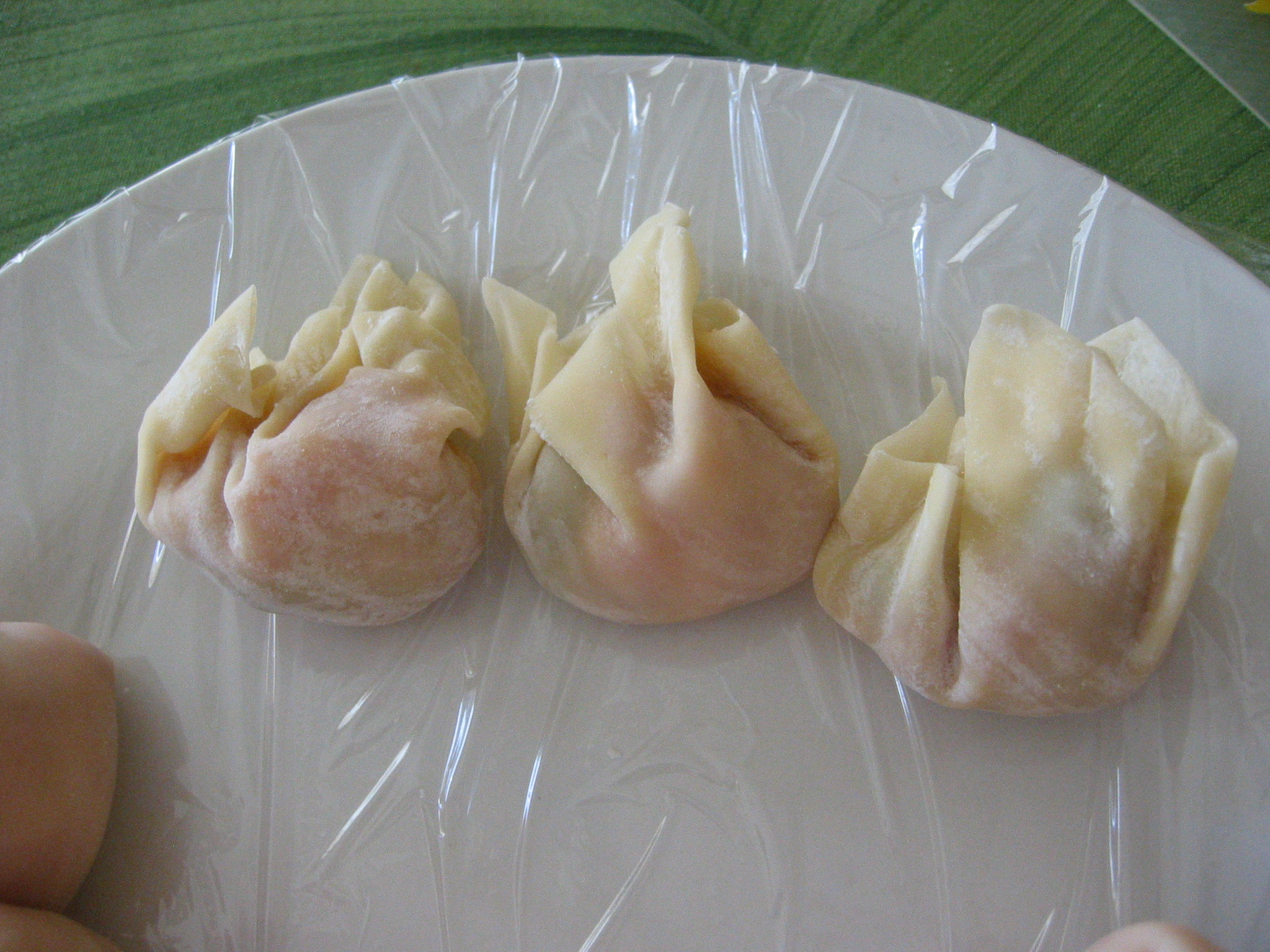
広東の茹でる前のワンタン

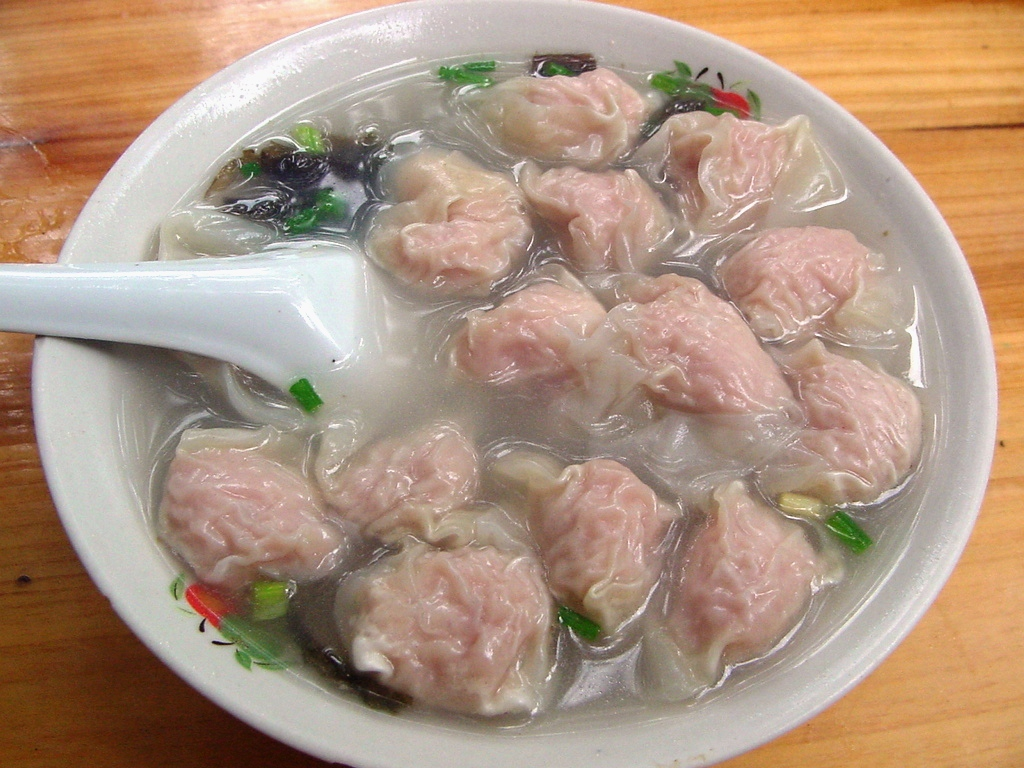
福建省沙県の扁肉

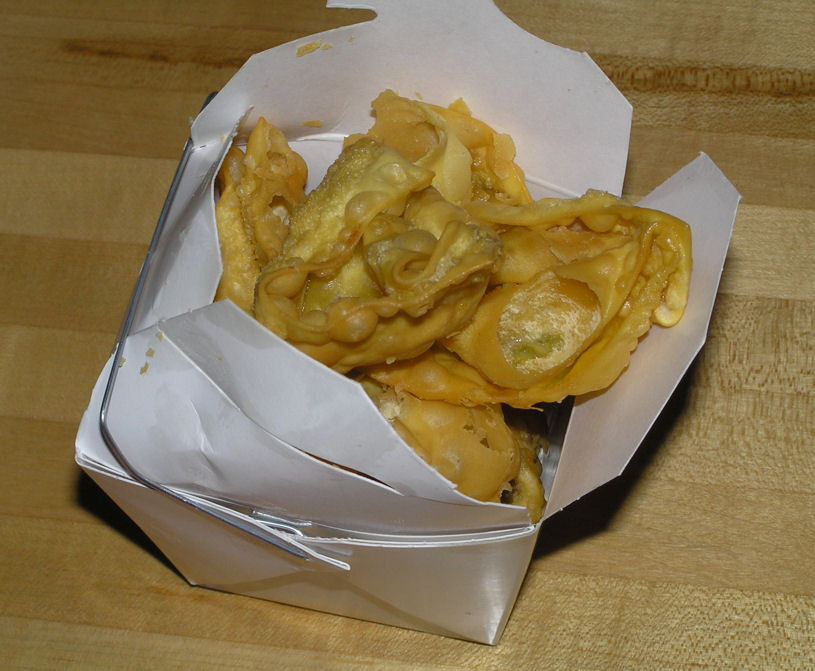
揚げワンタン

ワンタン（餛飩、簡体字中国語: 馄饨、広東と広西では雲呑、四川と重慶では抄手）は中華料理の一つ。

## 歴史
ワンタンは中国全土で食べられている。ただ、ワンタンは餃子との関係で、長きにわたり複雑に交錯し、両者をはっきりと区別できる状況にはないという指摘がある。
1978年に発見された山東省滕州の春秋時代中期から末期にかけてとみられる遺跡で、青銅器の一つに白く三角形の具を包んだ整然と並ぶ食品が発掘され、これが餃子やワンタンの祖型とみられている。前漢の揚雄による『方言』には「餅謂之飩」とあり、スープに入れることから「湯餅」ともされた。
ワンタンはもとは外形が定まらず、茹でるとさらにごった返した状態になることから「渾沌」と名付けられた。この「渾沌」と書かれていたものが、漢字の発達とともに「餛飩」という字になった。

## 形態と名称
中国の北方では餛飩と書き、「ホゥントゥン」のように発音する。広東語ではこれを「ワンタン」と発音し、これに同音の「雲呑」の字が当てられるようになったという。
広東省や香港では麺と組み合わせた雲吞麺があり、これらの地域では豚肉とエビを合わせた具を用いることが多い。
福建省や台湾などでは扁食（ビェンシー）と呼ばれている。ただし、山東省や山西省の一部で扁食の語は餃子を指す。
四川省などでは抄手（チャオショウ）と呼ばれている。ラー油や花椒の利いた辛い味のスープもしくは醤油味のスープと共に食べることが多い。

### 各種の料理
- 瘦肉雲吞 豚肉と葱を具に用いた基本形。
- 鮮蝦雲吞 蝦と豚肉を具に用い、香港やマカオに多い。
- 菜肉餛飩 上海、蘇州、浙江などに多く、刻んだ白菜やナズナを入れた大ぶりのワンタン。
- 三鮮餛飥 無錫では豚肉、干し蝦、搾菜を具に用い、常州では豚肉、蝦、青魚を具に用いる。
- 紅油抄手 茹でたワンタンをラー油のたれにつけて食べる四川料理。
- 炸雲呑 揚げワンタン、ホイアンの名物。
- 太平燕（中国福州、台湾のもの）

### 日本への伝播

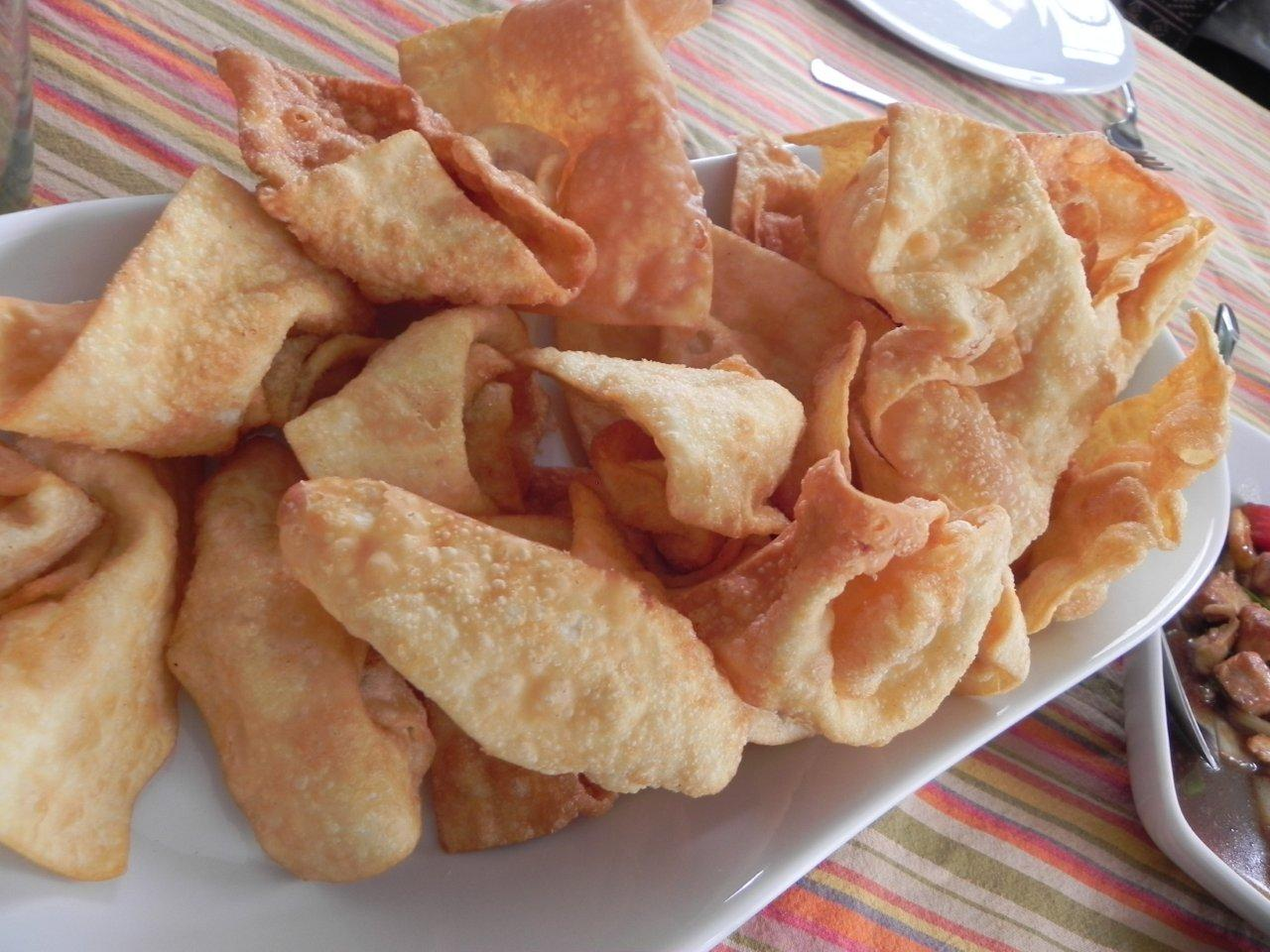
揚げワンタン

日本では室町時代の文献に見られる「温飩（うんどん）」と雲吞（ワンタン）の関連性が指摘されている。
うどんに関する従来の定説では、奈良時代に渡来した小麦の団子に餡を入れて煮たものを「混沌」と呼んでおり、これが「餛飥」「温飩」「饂飩」と漢字表記が変化したとする。
平安時代に編纂された漢和字典『新撰字鏡』に「餛飥」と記載されており、「こんとん」と読める音注と餅との説明がついている。餛飩は現代の呉語では「ウンドン」、陝西省の西安語では「ホエトエ」と発音するが、日本に伝来したワンタンがうどん、ほうとう、さらには大分県のほうちょうや宮城県北地方のはっとのルーツである可能性も指摘されている。
ただ『事継卿記』や『蔭凉軒日録』の記録から「饂飩」「餛飥」「温飩」はすべて室町時代に別々の食べ物として存在しているとの指摘がある。『鹿苑日録』では「饂飩」と「温飩」を区別しており、「温飩」は椀に「六ケ」あるいは「七ケ」受けて賞味していることから「温飩」がワンタンのこととみられている。
現代の日本では、小麦粉にカンスイを入れ、薄く延ばした正方形である。身は少なく、基本は三角形に折って調理する。

## インスタント商品
インスタント商品としては、1963年8月にエースコックから袋麺の「即席ワンタンメン」が発売され、続いて1965年8月に日清食品から「ワンタンメン」が発売された。1972年11月に東洋水産からプラスチックのトレイに乾燥餃子を並べた「トレーワンタン」が発売され、その後もリニューアルが繰り返された。1996年に日清食品から「マグカップワンタンわかめしょうゆ味」が発売されると、ワンタンはカップスープの具材として多くの商品に見られるようになった。2001年、エースコックから「スープはるさめワンタン」が発売されると、ワンタンは消費者のヘルシー嗜好に乗って拡大したインスタント春雨の具材にもなっている。